# Rick van Drongelen
Rick van Drongelen, né le 20 décembre 1998 à Axel (Pays-Bas), est un footballeur néerlandais, qui évolue au poste de défenseur central à Samsunspor.

## Biographie

### Carrière en club

#### Sparta Rotterdam
Rick van Drongelen joue son premier match avec le Sparta Rotterdam, le 4 décembre 2015, contre le FC Volendam, en Eerste Divisie, en remplaçant Thomas Verhaar dans le temps additionnel de la seconde période (victoire 3-1 au Sparta Stadion Het Kasteel).
Van Drogelen est titularisé pour la première fois, le 7 août 2016, contre l'Ajax Amsterdam, en Eredivisie, malgré une défaite 3-1 à Rotterdam.

#### Hambourg SV
Le 3 août 2017, il s'engage avec le Hambourg SV jusqu'en 2022. Les Rotterdamois récupérent 3 millions € dans la transaction.
Le Néerlandais joue son premier match avec les Allemands en étant titulaire, le 19 août 2017, contre le FC Augsbourg, en Bundesliga (victoire 1-0 au Volksparkstadion).
Le 24 février 2018, Rick van Drongelen inscrit un but contre son camp contre le Werder Brême qui donnera alors une victoire 1-0 très précieuse aux Werderaner dans la course au maintien dans la Bundesliga.

#### Union de Berlin
Eté 2021, Ric rejoint l'Union Berlin. il ne réussis cependant pas à s'imposer, ne disputant aucun match de Bundesliga durant la première partie de la saison.
Il est loué au club belge du KV Mechelen pour trouver du temps de jeu.

### Carrière en sélection
Avec les moins de 17 ans, il participe au championnat d'Europe des moins de 17 ans en 2015. Lors de cette compétition, il joue trois matchs : contre l'Irlande, l'Angleterre, et l'Italie.

## Palmarès
| Sparta Rotterdam - Championnat des Pays-Bas de deuxième division (1) : - Champion : 2016. |